# Мангишлак (півострів)
Піво́стрів Мангишла́к (каз. Маңғыстау) — півострів на східному узбережжі Каспійського моря в Казахстані. Таку ж назву має примикаюче до півострова плато, що далі на схід переходить у плато Устюрт. У східній частині Мангишлаку виділяється півострів Бузачи, що омивається водами Мангишлацької затоки, а також заток Мертвий Култук і Кайдак. На заході в Каспійське море врізається півострів Тюб-Караган; південніше Мангишлаку знаходиться Казахська затока. На території півострова розташована Мангистауська область Казахстану.
У дореволюційній Росії і в СРСР даний регіон мав назву Мангишлак. У сучасному Казахстані з початку 1990-х використовується назва Мангистау.

## Походження назви
Існує декілька версій походження назви півострова:
- В словнику Російської імперії пояснюється так: «Мангишлак — зимова кочівля менків або ногаїв». (Тюркське «менк» — назва одного з ногайських племен.)
- Туркменський вчений К. Аннаниязов вважає, що «Мангишлак» означає велике селище, оскільки «ман» перекладається як великий, «гишлак» — селище.

## Історія
Мангишлак має насичену історію. Археологами були знайдені численні пам'ятки верхнього палеоліту. На Мангишлаку некрополі святих належать, в основному, роду адай і туркменським племенам. Під час середньовіччя Мангишлак і Устюрт були воротами торгово-економічного зв'язку між Сходом та Заходом. У давні часи [коли?] частина печенізьких племен покинули північні території поміж Аральським та Каспійськими морями і перекочували на Мангишлак. Пізніше печенігів на Мангишлаку замістили огузи. У деяких документах їх називають туркменами. Здавна живуть в цих місцях адаївці.
Згідно з легендою, адаївці ведуть свій рід від Адая, сина Лакбибая. При розділі спадку Адая обділили. Йому дістались кінь та шабля. Тоді джигіт зібрав щасливців, що цінували свободу і правду та повів їх на край степу, на Мангишлак. І утворилось там нове плем'я гордих адаївців — войовничих і згуртованих. Всі знедолені находили тут захист та прихисток. Коли адаївці посварились між собою (багаті з бідними), вони попали в залежність від хівінського хана.
Мангишлацький повіт раніше входив до складу Закаспійської області, потім почергово був під орудою Астрахані, Ашхабаду, Оренбургу, входив до складу Західноказахстанської, Гур'євської областей. Пізніше була утворена Мангишлацька область.
Впродовж 1850—1857 років на півострові в Новопетрівському укріпленні відбував своє заслання Тарас Шевченко.

## Природа
Клімат різко континентальний, доволі сухий. Річок із постійним водотоком немає.
Мангишлак — унікальний природний заповідник. Тут, «як в заповідній шкатулці, зібраний весь арсенал різносторонніх проявів природи пустель» — пише професор Борис Федорович.
Мангишлак — перспективний нафтовий район: розробляються нафтові родовища в Узєнеі, в Жетибаю, на Каламкасі. На півострові також знайшли мідь, марганець, фосфорити, гірський кришталь, рідкісні руди. Саме тут було запущено перший у світ промисловий реактор на швидких нейтронах. На сьогодні реактор відпрацював свій термін, але результати дослідів, що проводяться, важливі й досі.